# Jump In
«Jump In» (en español: «Ven De Prisa») es una canción de la cantante, actriz y compositora estadounidense Raven-Symoné.

## Información
La canción fue grabada para la banda sonora That's So Raven Too!, de la serie de Disney Channel That's So Raven. La canción fue sólo para promocionar dicha banda sonora, por lo que no tuvo un video musical oficial.

## Posiciones
| Listas (2006)    | Posición |
| ---------------- | -------- |
| UK Singles Chart | 28       |
| Brasil Top 200   | 51       |